# Instituto Nacional de Estadística (España)
El Instituto Nacional de Estadística (INE) es un organismo público español encargado de la coordinación general de los servicios estadísticos de la Administración General del Estado y la vigilancia, control y supervisión de los procedimientos técnicos de los mismos. Actualmente se encuentra adscrito al Ministerio de Economía, Comercio y Empresa.
Entre los trabajos que realiza, destacan las estadísticas sobre la demografía, economía, y sociedad españolas. A través de la página web oficial se pueden seguir todas las actualizaciones de los distintos trabajos y estudios.

## Historia y antecedentes

### Comisión de Estadística del Reino
El organismo estadístico español más antiguo del que se tiene documentación es la Comisión de Estadística del Reino, establecida el 3 de noviembre de 1856, durante el reinado de Isabel II. El general Narváez, por entonces presidente del Consejo de Ministros, firmó un decreto por el que se creaba una Comisión, compuesta por personas de reconocida capacidad, para la formación de la Estadística General del Reino. El 1 de mayo de 1861, la Comisión pasó a denominarse Junta General de Estadística, y su primer trabajo consistió en la elaboración del censo de población.
Un decreto del 12 de septiembre de 1870, durante el gobierno provisional del general Serrano, creó el Instituto Geográfico. Tres años más tarde, el 19 de junio de 1873, pasaba a denominarse Instituto Geográfico y Estadístico, asumiendo todas las tareas de recogida de información numérica para el Estado. En 1890 las estadísticas pasaron a depender del Ministerio de Fomento.
Un decreto de 1 de octubre de 1901 estableció la formación de las estadísticas oficiales y la publicación de las mismas. El Instituto Geográfico y Estadístico se transformó en Dirección General y se crearon departamentos en los ministerios para completar su labor.
En 1921, se creó el Consejo del Servicio Estadístico, el cual fue reformado en 1924. En 1928 pasó a formar parte del Ministerio de Trabajo y Previsión y en 1931 del Ministerio de Presidencia.
Durante la Guerra Civil (1936-1939) comenzó a funcionar el Servicio Sindical de Estadística, en coordinación con los Servicios de Estadística del Estado, dentro de la llamada zona nacional.

### Instituto Nacional de Estadística
El Instituto Nacional de Estadística fue creado a raíz de la Ley del 31 de diciembre de 1945, publicada en el BOE del 3 de enero de 1946, con la misión de elaborar y perfeccionar las estadísticas demográficas, económicas y sociales ya existentes, la creación de otras nuevas y la coordinación con los servicios estadísticos de las áreas provinciales y municipales.
A finales de 1964, se instaló en el INE el primer ordenador. Se trataba de un IBM 1401 de primera generación, para el que se formó un equipo de cuatro estadísticos facultativos y diez técnicos. En los cuatro años siguientes se logró que dicho ordenador operase a pleno rendimiento. En 1970, se instaló un IBM 360/50, uno de los mayores de la administración española del momento. Para su utilización se formó a diez facultativos y veinte técnicos.
En el II Plan de Desarrollo (1969-1972), se proyectó la nueva sede del INE, situada en el paseo de la Castellana de Madrid, la cual quedó terminada en 1972. En 2004, se iniciaron unos trabajos de mejora y ampliación de las instalaciones de la sede principal, que hicieron necesaria una sede provisional, situada en el edificio Torre Rioja, en la calle de Rosario Pino. El fin de dichas obras fue en 2007, quedando ubicado de nuevo en Castellana 181, en un colorido y remozado edificio.
El 9 de mayo de 1989, se promulgó la Ley de la Función Estadística Pública, que hace del Instituto Nacional de Estadística un organismo autónomo, potenciando las nuevas tecnologías estadísticas, la coordinación con las comunidades autónomas, la elaboración del Plan Estadístico Nacional y las relaciones con la Unión Europea en materia estadística.
El Estatuto del Instituto Nacional de Estadística se aprobó por real decreto 508/2001, de 11 de mayo de 2001 (BOE 12-05-2001), asignando al Instituto Nacional de Estadística las funciones de coordinación general de los servicios estadísticos de la Administración General del Estado, la vigilancia, control y supervisión de las competencias de carácter técnico de los servicios estadísticos estatales, y las demás previstas en la Ley 12/1989, de 9 de mayo, de la Función Estadística Pública.

## Estructura
La actual estructura orgánica del INE se regula en el Real Decreto 803/2022, de 4 de octubre, por el que se aprueba su Estatuto.
- La Presidencia del Instituto Nacional de Estadística, con rango de Subsecretaría.
  - La Dirección General de Planificación Estadística y Procesos.
  - La Dirección General de Estadísticas de la Población.
  - La Dirección General de Estadísticas Económicas.
  - El Departamento de Cuentas Nacionales, con rango de Subdirección General.
  - La Secretaría General, con rango de Subdirección General.
  - La Oficina del Censo Electoral, con rango de Subdirección General.
  - La Subdirección General de Relaciones Internacionales y Agenda 2030, con rango de Subdirección General.
  - La Subdirección General de Formación, Análisis e Innovación en la producción estadística, con rango de Subdirección General.
  - El Gabinete de la Presidencia, con rango de Subdirección General.
- El Consejo de Dirección, como órgano colegiado de gobierno, que reúne al presidente del INE con los directores generales del Organismo y los titulares del Departamento de Cuentas Nacionales, de la Secretaría General y del Gabinete de la Presidencia del INE.

Asimismo, el INE cuenta con una extensa red de delegaciones en todas las provincias y en las ciudades autónomas de Ceuta y Melilla.

### Órganos estadísticos colegiados

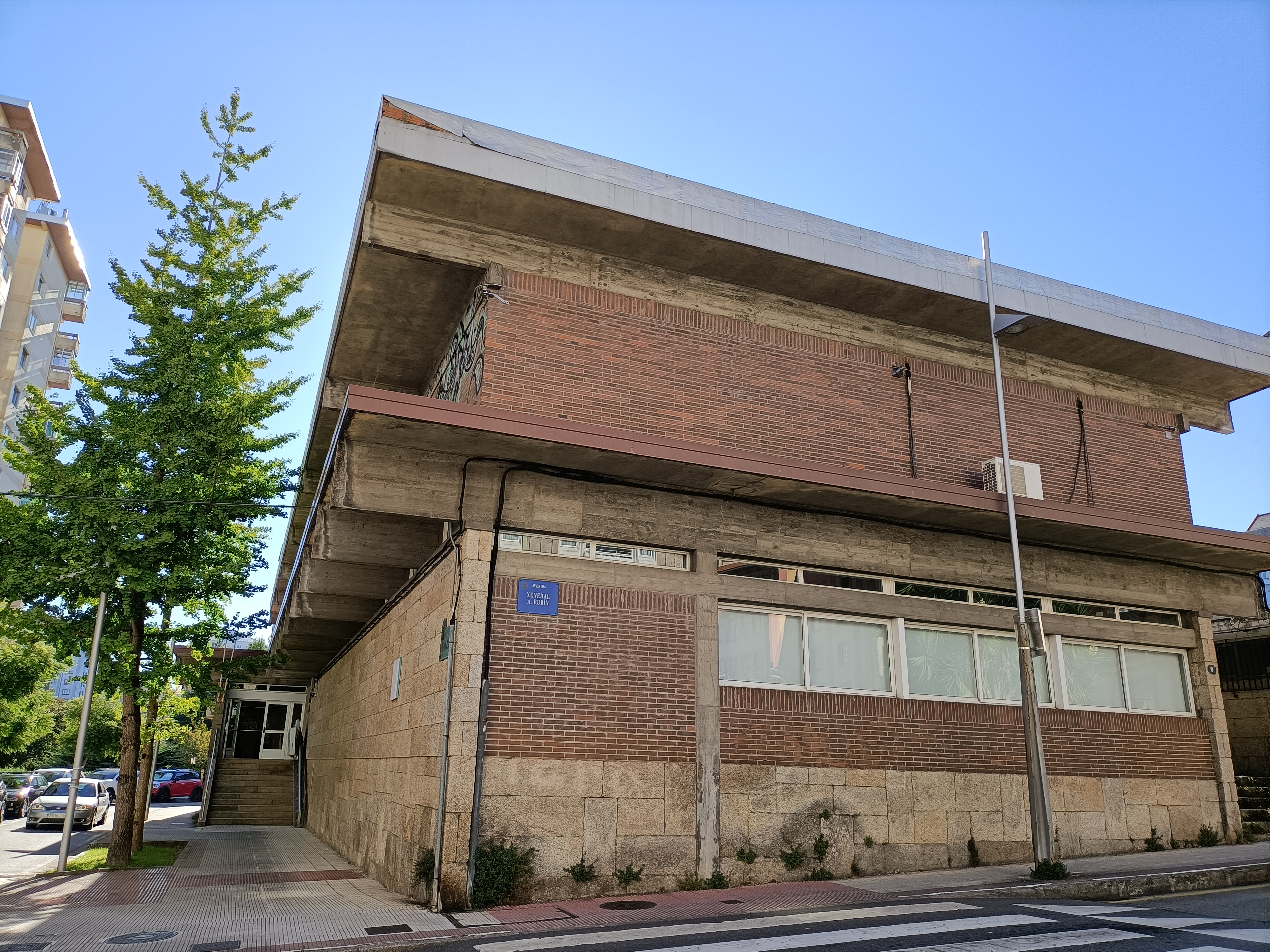
Delegación provincial del INE en Pontevedra.

La Ley 12/1989, de 9 de mayo, de la Función Estadística Pública establece que el Consejo Superior de Estadística es un órgano consultivo de los servicios estadísticos estatales (artículo 37) y crea la Comisión Interministerial de Estadística (artículo 36) y el Comité Interterritorial de Estadística (artículo 42).
- Consejo Superior de Estadística: es un órgano consultivo de los servicios estadísticos estatales y de participación social de los informantes, productores y usuarios de las estadísticas.
- Comisión Interministerial de Estadística: es un órgano de participación de los servicios estadísticos responsables de la elaboración de las estadísticas en el ámbito de la Administración Central del Estado
- Comité Interterritorial de Estadística: es el órgano colegiado permanente encargado de velar por la coordinación, la cooperación y la homogeneización en materia estadística entre el Estado y las comunidades autónomas.

## Sede

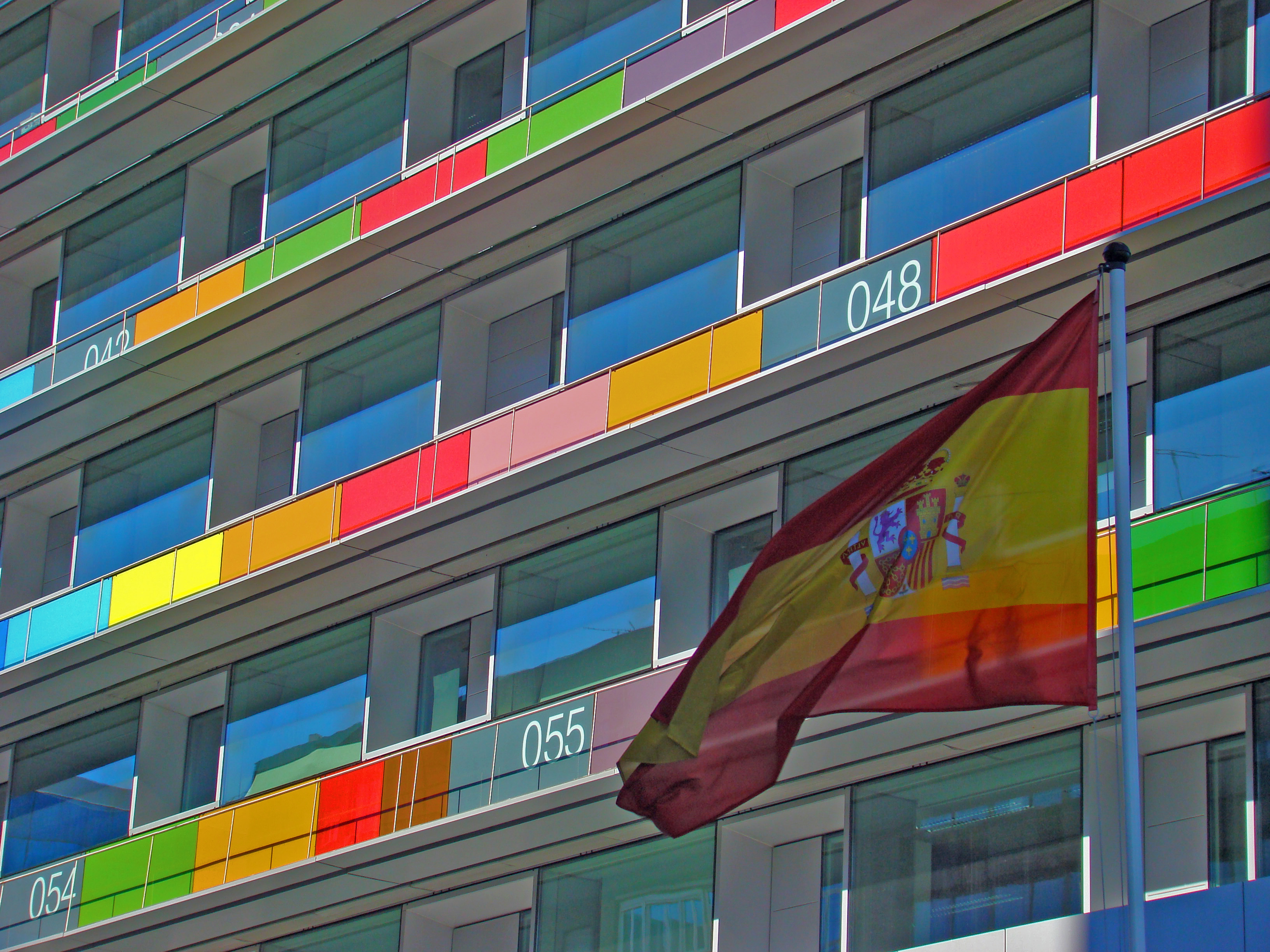
Plafones en la fachada de la sede del INE

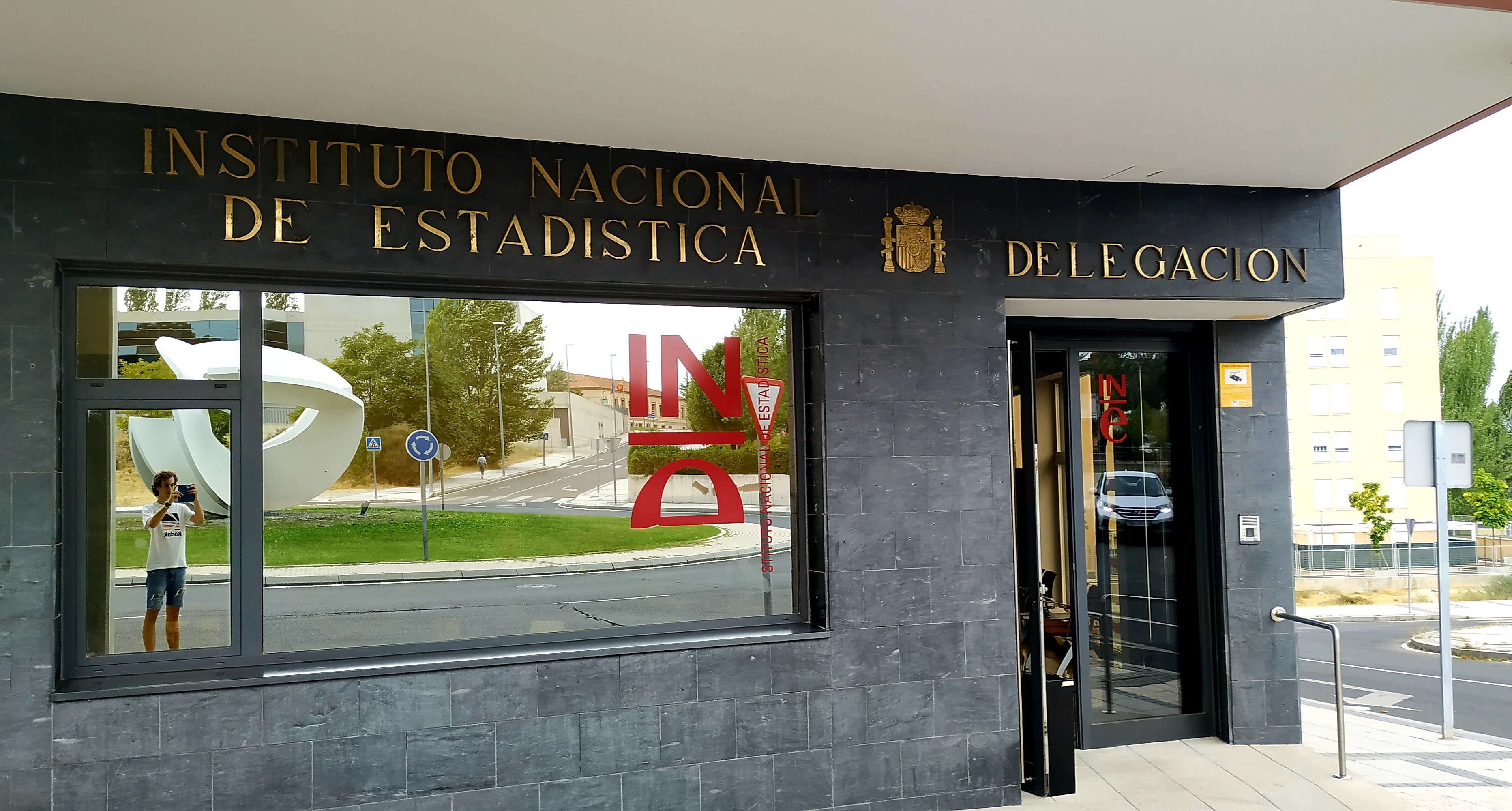
Delegación del INE en Segovia

La sede principal del INE se encuentra en el paseo de la Castellana número 183 de Madrid. Aunque el edificio se construyó en 1973, fue profundamente rehabilitado entre 2006 y 2008, a través de una obra de los arquitectos César Ruiz-Larrea y Antonio Gómez Gutiérrez, que han transformado por completo su aspecto original (de color ocre) dándole un aspecto colorido, ya que se han colocado en la fachada plafones de colores con cifras que van desde el 001 hasta el 058. Esta fachada es una obra del escultor José María Cruz Novillo y se ha denominado Diafragma Decafónico de Dígitos.
Así mismo cuenta con delegaciones y Oficina del Censo Electoral en todas la capitales de provincia.

## Indicadores
El INE elabora mensualmente el índice de precios de consumo (IPC) y el IPCA. Otros indicadores económicos que elabora el INE son el índice de ventas del comercio al por menor, el precio del alquiler y estadísticas sobre la transacción y compraventa de viviendas entre otros.
Entre sus informes destaca la encuesta de estructura salarial elaborada cuatrianualmente. Desde octubre de 2008 publica el Índice de precios de la vivienda (IPV).

## Censos de población
Para la obtención de datos reales de población se lleva a cabo un censo de población. En España se realiza junto al censo de viviendas con una periodicidad de diez años, por imperativo legal. Entre los censos, la información poblacional se obtiene de los procedimientos de gestión de los padrones municipales.
El último Censo de Población y Viviendas fue realizado en 2011. El censo del año 2001 tuvo un presupuesto de 27 000 millones de pesetas (algo más de 162 millones de euros), participaron más de 40 000 personas, se recorrieron 21 millones de direcciones postales, visitándose 13 millones de hogares y tomando información de aproximadamente 40 millones de personas.
Este censo tuvo importantes innovaciones:
- Se utilizaron, por primera vez en la historia, cuestionarios personalizados para facilitar su cumplimentación, confeccionados gracias a la información del padrón municipal de habitantes.
- Para el tratamiento de la información se usaron técnicas informáticas avanzadas que, por ejemplo, permitían digitalizar 120 cuestionarios por minuto. Acelerando el trabajo y permitiendo que cada municipio tenga la imagen de su padrón municipal.
- Ha sido el primer país del mundo en permitir la cumplimentación de cuestionarios censales por Internet, vía que usaron 13 818 hogares para cumplimentación de sus cuestionarios.

## Directores generales y presidentes
Hasta el establecimiento del INE como organismo autónomo con la Ley de la Función Estadística Pública de 1989, el INE era dirigido por un director general. A partir de 1989 el principal responsable del organismo es la figura del presidente.
Desde 1946 hasta 1989, fueron directores generales del INE:
- José Luis del Corral Saiz (1946-1946)
- Emilio Giménez Arribas (1946-1953)[8]
- Luis Ubach y García-Ontiveros (1953-1961)
- José Ros Jímeno —ad interim— (1961-1962)
- Francisco Torras Huguet (1962-1966)
- Alberto Cerrolaza Asenjo (1966-1971)
- Benito Martínez Echevarría (1971-1974)
- Jesús García Siso (1974-1974)
- Rafael Bermejo (1974-1976)
- Ricardo Torrón Duran (1976-1977)
- Andrés Fernández Díaz (1977-1977)
- Blas Calzada Terrados (1977-1979)
- José Montes Fernández (1979-1980)
- Ignacio Ballester (1980-1981)
- José Montes Fernández (1981-1982)
- Luis Ruiz Maya (1982-1986)
- Javier Ruiz-Castillo Ucelay (1986-1989)

Desde 1989, han sido presidentes del INE:
- José Quevedo Quevedo (1989-1996)
- Pilar Martín-Guzmán (1996-2000)
- Carmen Alcaide Guindo (2000-2008)
- Jaume García Villar (2008-2012)
- Gregorio Izquierdo Llanes (2012-2018)
- Juan Manuel Rodríguez Poo (2018-2022)[9]
- Elena Manzanera Díaz (2022-)[10]